# Antennas to Hell
Antennas to Hell ist ein Best-of-Album der US-amerikanischen Metal-Band Slipknot. Es enthält Stücke aus den ersten vier Studioalben der Band sowie einige Bonus-Tracks.

## Entstehungsgeschichte
Am 24. Mai 2010 verstarb überraschend Slipknot-Bassist Paul Gray. Als Ursache stellte sich eine Überdosis von Fentanyl in Verbindung mit Morphium heraus. Daraufhin wollten die verbliebenen Bandmitglieder für mindestens zwei Jahre pausieren. Allerdings kehrte Slipknot Anfang 2011 zurück und kündigten an auf Tour zu gehen. Die Band war u. a. Headliner auf dem Sonisphere Festival in Athen. Am Bass sprang Ex-Mitglied Donnie Steele für Gray ein, der mit ihm die Band gegründet hatte. Für 2012 kündigte die Band außerdem ein neues Album an. Jedoch gab es Unstimmigkeiten wann die Arbeiten beginnen sollten. So äußerte Corey Taylor, dass er noch nicht bereit dazu wäre ein neues Album aufzunehmen. Joey Jordison dagegen meinte, dass man entweder mit oder ohne Taylor an den Album-Arbeiten beginnen würde.
Am 29. Mai 2012 stellten Slipknot ein Video mit dem Namen Antennas to Hell auf den YouTube-Kanal der Band, welches Ausschnitte von Auftritten zeigt in denen ausschließlich DJ Sid Wilson zu sehen ist. Weitere Videos mit sämtlichen Mitgliedern inklusive Paul Gray folgten. In der Videobeschreibung wurde jeweils der 24. Juli als Erscheinungsdatum angegeben. Dass es sich bei Antennas to Hell um ein Best of handelt, wurde jedoch erst am 11. Juni auf der offiziellen Webseite der Band bestätigt.

## Versionen
Neben der Standard-Edition, welche 19 Songs enthält, wurde ein Boxset veröffentlicht, das zusätzlich eine CD mit einem Livemitschnitt vom Download-Festival 2009 enthält. Der Auftritt wurde bereits 2010 als DVD unter dem Namen (sic)nesses veröffentlicht und stellt einen der letzten Auftritte mit Paul Gray dar. Außerdem ist eine DVD enthalten, auf der sich sämtliche Musikvideos befinden.

## Titelliste

### Disk 1: Das Best of
| #  | Titel                     | Länge | Anmerkung                                       |
| -- | ------------------------- | ----- | ----------------------------------------------- |
| 1  | (sic)                     | 3:19  | aus dem Album Slipknot                          |
| 2  | Eyeless                   | 3:56  | aus dem Album Slipknot                          |
| 3  | Wait and Bleed            | 2:27  | aus dem Album Slipknot                          |
| 4  | Spit It Out               | 2:39  | aus dem Album Slipknot                          |
| 5  | Surfacing                 | 3:38  | aus dem Album Slipknot                          |
| 6  | People = Shit             | 3:35  | aus dem Album Iowa                              |
| 7  | Disasterpiece             | 5:08  | aus dem Album Iowa                              |
| 8  | Left Behind               | 4:01  | aus dem Album Iowa                              |
| 9  | My Plague (New Abuse Mix) | 3:04  | aus der 10th Anniversary Edition von Iowa       |
| 10 | The Heretic Anthem (Live) | 4:08  | Audio-Livemitschnitt aus der DVD Disasterpieces |
| 11 | Purity (Live)             | 4:22  | Audio-Livemitschnitt aus der DVD Disasterpieces |
| 12 | Pulse of the Maggots      | 4:19  | aus dem Album Vol. 3: (The Subliminal Verses)   |
| 13 | Duality                   | 4:12  | aus dem Album Vol. 3: (The Subliminal Verses)   |
| 14 | Before I Forget           | 4:38  | aus dem Album Vol. 3: (The Subliminal Verses)   |
| 15 | Vermilion                 | 5:16  | aus dem Album Vol. 3: (The Subliminal Verses)   |
| 16 | Sulfur                    | 4:37  | aus dem Album All Hope Is Gone                  |
| 17 | Psychosocial              | 4:43  | aus dem Album All Hope Is Gone                  |
| 18 | Dead Memories             | 4:28  | aus dem Album All Hope Is Gone                  |
| 19 | Snuff                     | 4:36  | aus dem Album All Hope Is Gone                  |

### Disk 2: Der Auftritt beim Download-Festival 2009
1. (sic)
2. Eyeless
3. Wait and Bleed
4. Get This
5. Before I Forget
6. Sulfur
7. The Blister Exists
8. Dead Memories
9. Left Behind
10. Disasterpiece
11. Vermilion
12. Everything Ends
13. Psychosocial
14. Duality
15. People = Shit
16. Surfacing
17. Spit It Out

### Disk 3: Die Musikvideos
1. Spit It Out
2. Surfacing
3. Wait and Bleed
4. Wait and Bleed (animiert)
5. Scissors
6. Left Behind
7. My Plague
8. People = Shit (live)
9. The Heretic Anthem (live)
10. Duality
11. Vermilion
12. Vermillion Pt. 2
13. Before I Forget
14. The Nameless
15. The Blister Exists
16. Psychosocial
17. Dead Memories
18. Sulfur
19. Snuff
20. Psychosocial (live)

## Rezensionen
| Professionelle Bewertungen | Professionelle Bewertungen |
| -------------------------- | -------------------------- |
| Kritiken                   |                            |
| Quelle                     | Bewertung                  |
| laut.de                    | [ 6 ]                      |

Michael Edele von laut.de bewertete das Album mit drei von möglichen fünf Punkten. Antennas to Hell gehe „mit Fug und Recht als Best-Of durch, deckt die Scheibe doch alle vier Studioveröffentlichungen der Maskenträger relativ gleichberechtigt ab.“ Jedoch besitze die Kompilation keinen wirklichen Neuwert, weshalb ihr „der Geruch des schnellen Geldes“ anhänge. Zudem fehle eine „Hommage“ an Paul Gray, den Bassisten der Band, der 2010 starb.

## Kommerzieller Erfolg

### Chartplatzierungen
| ChartsChartplatzierungen       | Höchstplatzierung | Wochen |
| ------------------------------ | ----------------- | ------ |
| Deutschland (GfK)              | 10 (6 Wo.)        | 6      |
| Österreich (Ö3)                | 10 (8 Wo.)        | 8      |
| Schweiz (IFPI)                 | 23 (5 Wo.)        | 5      |
| Vereinigte Staaten (Billboard) | 18 (8 Wo.)        | 8      |
| Vereinigtes Königreich (OCC)   | 22 (4 Wo.)        | 4      |

### Auszeichnungen für Musikverkäufe
| Land/Region                  | Auszeichnungen für Musikverkäufe (Land/Region, Auszeichnung, Verkäufe) | Verkäufe |
| ---------------------------- | ---------------------------------------------------------------------- | -------- |
| Neuseeland (RMNZ)            | Gold                                                                   | 7.500    |
| Vereinigtes Königreich (BPI) | Platin                                                                 | 300.000  |
| Insgesamt                    | 1× Gold · 1× Platin ·                                                  | 307.500  |

Hauptartikel: Slipknot/Auszeichnungen für Musikverkäufe